# 大河原警察署
大河原警察署（おおがわらけいさつしょ）は、宮城県警察が管轄する警察署のひとつである。

## 管轄区域
- 柴田郡大河原町、柴田町、村田町、川崎町

## 所在地
- 宮城県柴田郡大河原町字小島21番地の8

## 沿革
- 1872年 - 大河原巡ら屯所として発足。
- 1954年 - 新警察法施行により「大河原警察署」と改称。
- 1995年 - 同年に開通した国道４号バイパス近隣の現在地に移転。
- 2023年4月1日 - 沼辺駐在所が廃止され村田駐在所沼辺連絡所となる。[1]

## 内部組織
- 会計課
  - 会計係

- 警務課
  - 警務係
  - 相談係
  - 被害者支援係

- 留置管理課
  - 留置管理係

- 生活安全課
  - 生活安全係
  - 少年・生活安全捜査係

- 地域課
  - 地域係

- 刑事課
  - 捜査庶務係
  - 捜査第一係
  - 捜査第二係
  - 鑑識係

- 交通課
  - 交通指導係
  - 交通事故捜査係

- 警備課
  - 警備係

## 交番

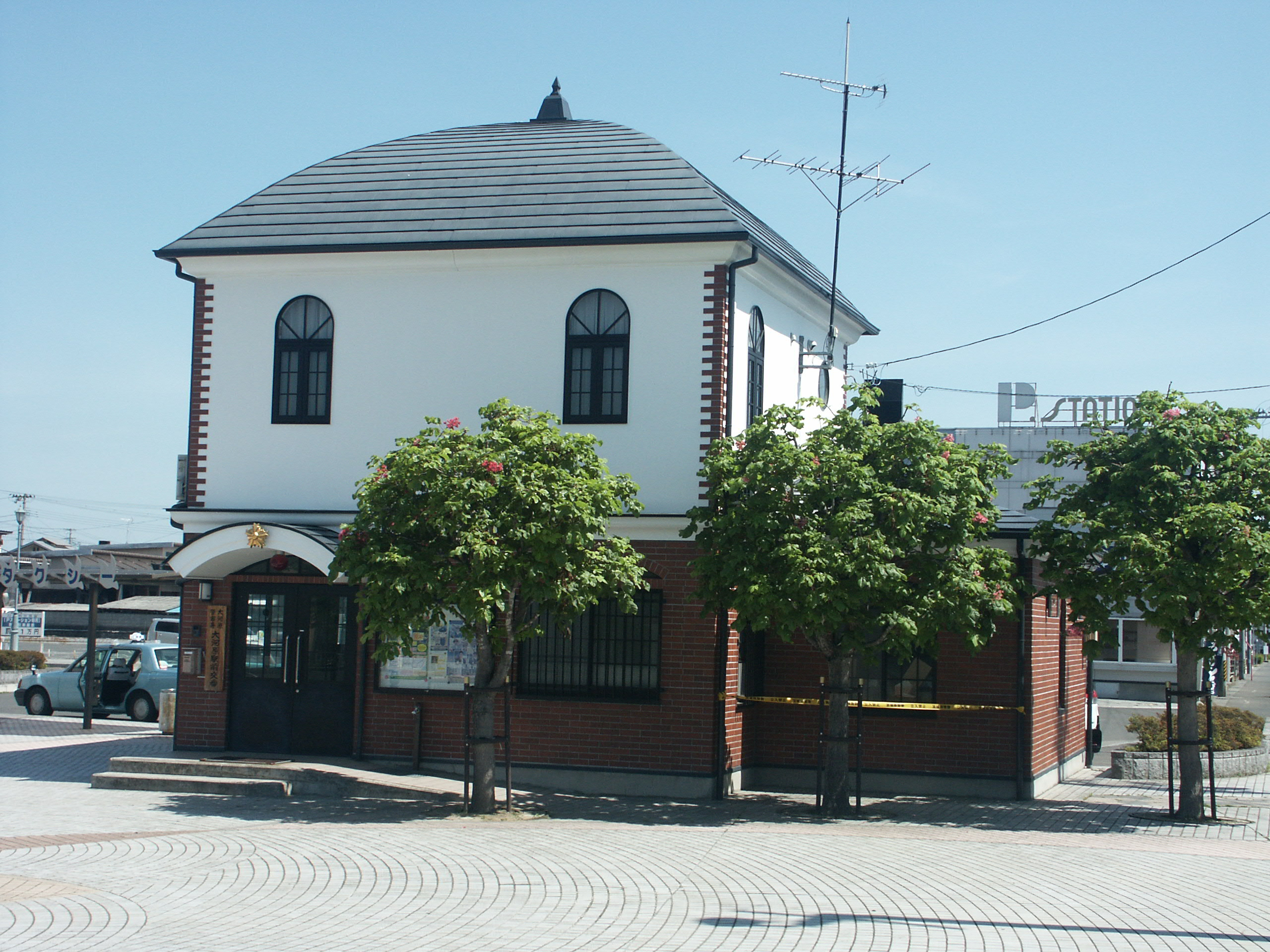
大河原駅前交番

### 大河原町
- 大河原駅前交番 - 柴田郡大河原町大谷字町向116番地3

### 柴田町
- 柴田交番 - 柴田郡柴田町船岡東4丁目6番5号

## 駐在所

### 大河原町
- 金ヶ瀬駐在所 - 柴田郡大河原町金ヶ瀬字町32番地1

### 柴田町
- 槻木駐在所 - 柴田郡柴田町槻木下町2丁目7番37号

### 川崎町
- 川崎駐在所 - 柴田郡川崎町大字前川字裏丁16番地3
- 青根駐在所 - 柴田郡川崎町青根温泉2番地23

### 村田町
- 村田駐在所 - 柴田郡村田町大字村田字西田59番地3

## 連絡所
- 村田駐在所沼辺連絡所 - 柴田郡村田町大字沼辺字学校前117